# Clarion programmering
Clarion er et 4. generations programmeringssprog fra firmaet SoftVelocity, som bruges til at lave programmer for fortrinsvis databaser. Det er kompatibelt med ISAM, SQL og ADO metoderne, læser og skriver adskillige flade desktop database formater som ASCII, CSV, DOS (binær), Foxpro, Clipper, dBase eller alle SQL RDBMS databaser via ODBC, MS SQLserver, Sybase SQLAnywhere og Oracle ved hjælp af drivere og XML.
Clarion kan blandt andet udskrive til JTML, XML, almindelig tekst og PDF
Tilgangen til databaserne er simpel at implementere og alting foregår med enkel og overskuelig formatering af vinduerne.
En af Clarions stærkeste sider er at det anvender "templates", som sammen med kodegeneratoren (AppGen) laver den aller største del, og dermed undgår man en masse tidskrævende arbejde med kodningen, som man typisk anvender når man laver et program.